# مجدالدین فیروزآبادی
ابوطاهر مجدالدین محمد بن یعقوب فیروزآبادی کارزینی (۸۱۷ / ۸۱۶–۷۲۹ ق)، عالم لغوی، ادیب، مفسر، قاضی و فقیه شافعی.
نسبش به شیخ ابواسحاق شیرازی و به روایتی به ابوبکر می‌رسید و لذا او خود را صدیقی معرفی می‌کرد.
در کارزین به دنیا آمد و در آن جا در هفت سالگی قرآن را حفظ کرد. در هشت سالگی به شیراز رفت و از محضر علمای آنجا استفاده نمود، سپس به بغداد، مصر، شام، روم، حجاز، یمن و اغلب سرزمین‌های شرقی مانند هند مسافرت کرد. فقه و تفسیر و حدیث و علوم مختلف را از اساتید مکان‌های مختلف فراگرفت. در دمشق در محضر درس ابن‌قیم و تقی‌الدین سبکی و فرضی و شیخ خلیل مالکی حضور یافت. وی مورد عنایت شاه شجاع مظفری، حکمران آذربایجان و امیر تیمور گورکانی و سلطان بایزیدخان عثمانی بود، بیشتر از همه در دربار ملک اشرف اسماعیل حکمران یمن تقرب یافت و داماد وی شد. مدت بیست سال قاضی شهر زبید یمن بود، تا به مقام قاضی‌القضاتی یمن و درجهٔ شیخ‌الاسلامی رسید. وی در زبید یمن درگذشت و در تربت شیخ اسماعیل جبروتی دفن شد. شیخ رمضان عطیفی کتابی در شرح حال فیروزآبادی نگاشته‌است. از فیروزآبادی حدود چهل تصنیف ذکر کرده‌اند.

## آثار
«القاموس المحیط و القابوس الوسیط الجامع لما ذَهَبَ مِن کلام العرب شماطیط»، که به «قاموس اللغه» نیز معروف است، در چهار جزء، که مهم‌ترین اثر وی می‌باشد؛ «اللامع المعلم العجاب الجامع بین المحکم و العباب»، در شصت مجلد که پس از آن آنها را در دو مجلد خلاصه کرد؛ «بصائر ذوی التمییز فی لطائف الکتاب العزیز»، در دو مجلد؛ «الجلیس الانیس فی اسماء الخندریس»؛ «المرقاه الوفیه فی طبقات الحنفیه»؛ «البلغه فی تراجم ائمه النحو و اللغه» یا «البلغه فی تاریخ ائمه اللغه»؛ «سفر السعاده»، در حدیث و سیره نبوی؛ «نغبه الرشاف من خطبه الکشاف»؛ «نزهه الاذهان فی تاریخ اصفهان»؛ «تحبیر الموشین فی مایقال بالسین و الشین»؛ «الاسعاد بالاصعاد الی درجه الاجتهاد»؛ «الدرر الغالی/ الدرر الغوالی فی الاحادیث العوالی»؛ «الدرر النظیم المرشد الی مقاصد القرآن العظیم»، در تفسیر؛ «النفحه العنبریه فی مولد خیر البریه (ص)»؛ «زاد المعاد فی وزن بانت سعاد»؛ شرح «صحیح» بخاری.